# Leucèmia monocítica aguda
La leucèmia monocítica aguda (LMA-L5) és un tipus de leucèmia mieloide aguda. En l'LMA-L5 més del 80% de les cèl·lules leucèmiques són de llinatge monocític. Aquest càncer es caracteritza per un domini de monòcits a la medul·la òssia. Hi ha una sobreproducció de monòcits que el cos no necessita a la perifèria.

## Diagnòstic
Per tal de complir els criteris de l'Organització Mundial de la Salut (OMS) per a l'LMA-L5, un pacient ha de tenir més del 20% de blasts a la medul·la òssia, i d'aquests, més del 80% ha de ser de llinatge monocític (monoblasts).

## Tractament
L'LMA-L5 es tracta amb quimioteràpia intensiva (com ara antraciclines) o amb trasplantament de medul·la òssia.